# Goudeyite
La goudeyite est un minéral arséniate de formule chimique AlCu6(AsO4)3(OH)6 · 3H2O. Appartenant au groupe de la mixite, elle en est indiscernable à l'œil nu des autres membres. 
Son nom rend hommage à l'Américain Hatfield Goudey (1906 - 1985), géologue, économiste, collectionneur de minéraux et négociant en spécimens microscopiques.
Dans sa localité type au Nevada à Majuba Hill aux États-Unis, c'est un minéral secondaire rare dans un gisement hydrothermal de cuivre (Cu)– étain (Sn) dans des porphyres rhyolitiques et des brèches. Elle a été découverte en même temps que la parnauite dans la mine Majuba Hill, décrite puis approuvée par l'IMA en 1978 qui lui attribue le symbole Gdy.

## Structure et habitus
De structure cristalline hexagonale et de groupe d'espace 6/m ou 6 (probable), elle se présente sous forme d cristaux prismatique, hexagonaux en forme de cheveux, allongés le long de [0001], jusqu'à 1 cm, en groupes touffus et veinules à fibres transversales. Elle constitue l'analogue Al de l'agardite.

## Composition
Son poids moléculaire de 999,68 g comprend les éléments : 
| Yttrium   | 2,67 %  |
| Aluminium | 1,89 %  |
| Cuivre    | 38,14 % |
| Arsenic   | 22,48 % |
| Hydrogène | 1,21 %  |
| Oxygène   | 33,61 % |

## Gisements et gîtologie
La base de données Mindat.org recense 26 gisements divers dans le monde en 2024, dont quatre occurrences en France (incluant la carrière Vilatte-Haute à Bellac en haute-Vienne, et la mine Chessy à Villefranche-sur-Saône). Elle se voit dans sa localité type associée à l'olivénite, la clinoclase, la cornwallite, la strashimirite, la scorodite, la pharmacosidérite, l'arthurite, la métazeunérite, la chalcantite, la chrysocolle, la spangolite, la chalcophyllite, la malachite, l'azurite et la brochantite.
Elle s'est formée par hydratation superficielle des minéraux antérieurs, comme les arséniates, antimoniates, séléniates, bismuthinates.